# Anna Hopkins

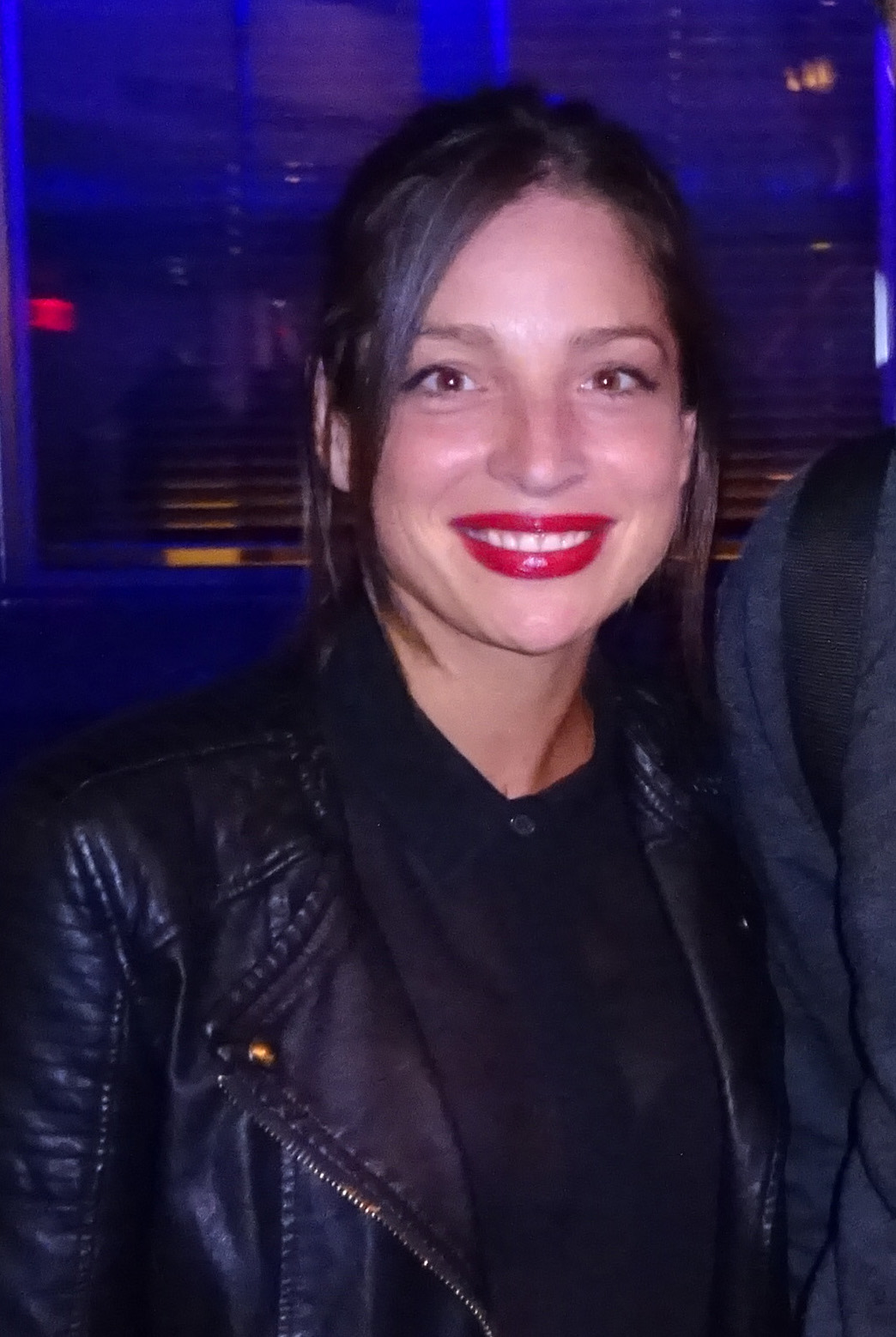
Anna Hopkins (2016)

Anna Hopkins (* 12. Februar 1987 in Montreal, Québec) ist eine kanadische Schauspielerin.

## Biografie
Geboren in Montreal, hatte Anna Hopkins ihren ersten Auftritt im US-amerikanischen Kurzfilm Stranger (2005). Im gleichen Jahr erhielt sie eine Rolle in der Miniserie Human Trafficking – Menschenhandel und danach in Barney’s Version (2010) und Die große Versuchung – Lügen bis der Arzt kommt (2013). Hopkins wirkte in verschiedenen weiteren Fernsehserien, Fernseh- und Kinofilmen mit. In den Serien Arrow und The Flash, die im gleichen Serienuniversum spielen, war sie von 2014 bis 2017 in mehreren Folgen in der Rolle der Samantha Clayton zu sehen. Von 2014 bis zum Serienende 2015 spielte Hopkins die Rolle der Jessica „Berlin“ Rainer in der amerikanischen Fernsehserie Defiance.

## Filmografie
- 2005: Stranger (Kurzfilm)
- 2005: Human Trafficking – Menschenhandel (Human Trafficking, Miniserie, 4 Folgen)
- 2006: Circle of Friends (Fernsehfilm)
- 2007: Killer Wave – Die Todeswelle (Killer Wave, Fernsehfilm)
- 2007: Reality Check (Kurzfilm)
- 2007: Too Young to Marry (Fernsehfilm)
- 2007: Dead Zone (The Dead Zone, Fernsehserie, Folge 6x13)
- 2009: Out of Control (Fernsehfilm)
- 2010: Barney’s Version
- 2011: Killer Wave (Miniserie, 2 Folgen)
- 2013: Nikita (Fernsehserie, Folge 3x09)
- 2013: Die große Versuchung – Lügen bis der Arzt kommt (The Grand Seduction)
- 2013: It Was You Charlie
- 2014: Julia Julep (Kurzfilm)
- 2014: Sleepless (Kurzfilm)
- 2014: Les Maîtres du suspense
- 2014–2015: The Flash (Fernsehserie, 2 Folgen)
- 2014–2015: Defiance (Fernsehserie, 21 Folgen)
- 2014–2017: Arrow (Fernsehserie, 5 Folgen)
- 2015: Girl Couch (Kurzfilm)
- 2015: Never Happened (Kurzfilm)
- 2015: After the Ball
- 2015: Lost Girl (Fernsehserie, Folge 5x06)
- 2016: Jean of the Joneses
- 2017: Ransom (Fernsehserie, 2 Folgen)
- 2017: Lâcher prise (Fernsehserie, 2 Folgen)
- 2017: Dark Matter (Fernsehserie, Folge 3x05)
- 2018: The Give and Take (Kurzfilm)
- 2018: Red Rover
- 2018: Killjoys (Fernsehserie, 2 Folgen)
- 2018: Bad Blood (Fernsehserie, 8 Folgen)
- 2018–2019: Shadowhunters (Fernsehserie, 14 Folgen)
- 2018–2022: The Expanse (Fernsehserie)
- 2020: Transplant (Fernsehserie, Folge 1x07)
- 2020: For the Record (Fernsehserie, 2 Folgen)
- 2020: Island of Shadows (Fernsehfilm)
- 2020: Tin Can
- 2021: V/H/S/94
- 2021: Letterkenny (Fernsehserie, Folge 10x02)
- 2022: The Expanse: One Ship (Fernsehserie, Folge 1x05)
- seit 2022: Children Ruin Everything (Fernsehserie)
- 2022: Pretty Hard Cases (Fernsehserie, 2 Folgen)
- 2023: Ride (Fernsehserie, Folge 1x08)
- 2023: How to Win a Prince (Fernsehfilm)
- 2023: Stolen Baby – The Murder of Heidi Broussard (Fernsehfilm)
- 2025: My Sister's Double Life (Fernsehfilm)